# Vella Pafos
Vella Pafos, modernament Kukla o Konuklia, fou una ciutat del sud-oest de Xipre. Segons la llegenda fou fundada per Cínires, pare d'Adonis, o segons una altra llegenda, per les amazones. Es trobava a poca distància de la costa prop del cap Zephyrium i la desembocadura del riu Bocaros (Bocarus). Se suposa que fou d'origen fenici. Es va establir el culte a Afrodita i fou el centre del seu culte més important del món; el temple d'Afrodita era portat per uns sacerdots anomenats Cinirades (descendents de Ciniras) però controlats per un senat i una assemblea del poble. El temple fou destruït per un terratrèmol al segle i, però reconstruït per Vespasià. Del temple encara en queden les restes i les muralles que l'envoltaven.